# Kaftan
Een kaftan is een lang traditioneel gewaad dat oorspronkelijk uit het Midden-Oosten komt. De kaftan wordt er in sommige landen nog veel gedragen.
De kaftan wordt ook door vrouwen gedragen, vaak in vrolijke kleuren met kraaltjes en borduursels. Jaarlijks zijn er in verschillende Arabische landen kaftanmodeshows waar bekende modeontwerpers hun kaftans tonen.

## Geschiedenis
In de 6e eeuw werd door de migratie van Arabieren naar Noord-Afrika de kaftan ook verspreid naar landen zoals Algerije, Marokko en Tunesië. Door Noord-Afrikaanse stammen werd het kledingstuk overgenomen en ging zo deel uitmaken van de Noord-Afrikaanse klederdracht.
De kaftans die gedragen werden door de Ottomaanse sultans behoren tot de meest waardevolle collecties van het Topkapi-paleis in Istanboel.

## Galerij

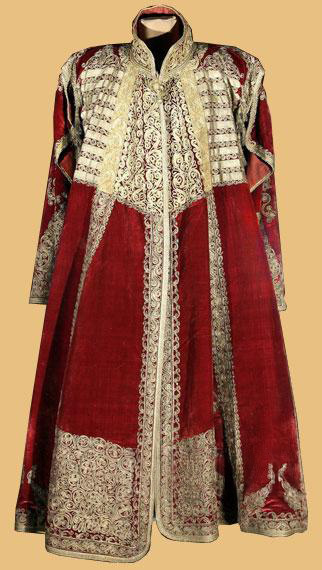
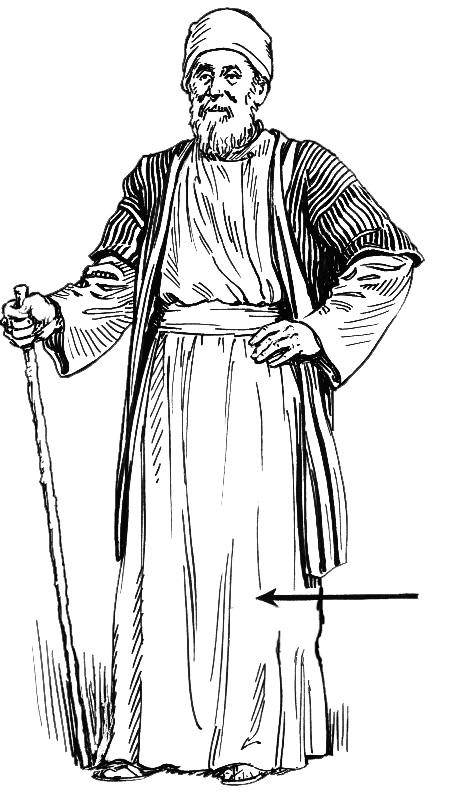
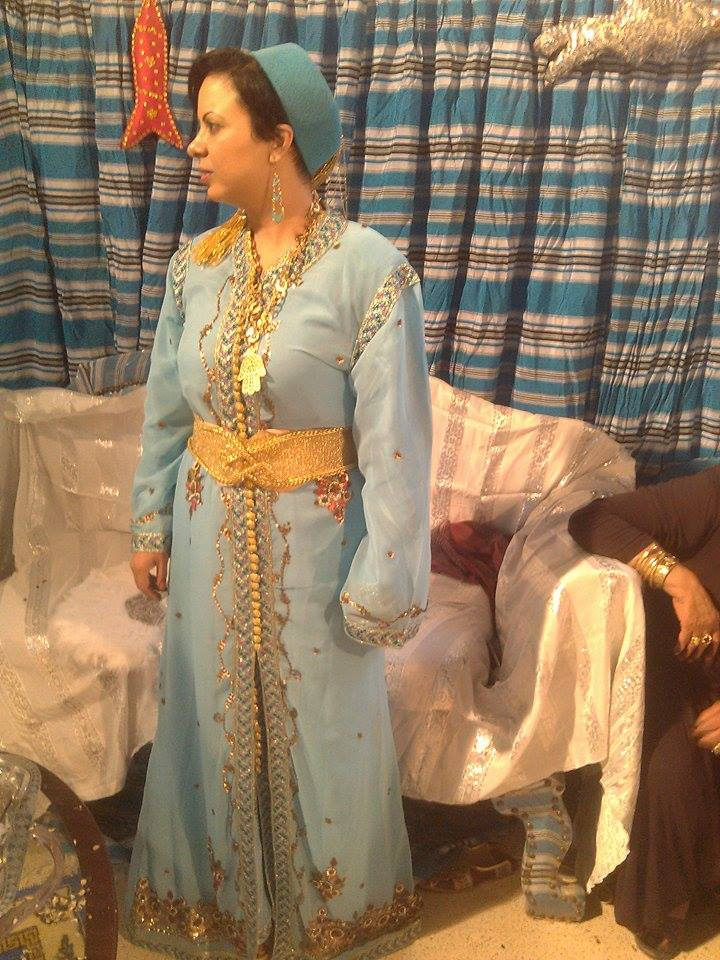